# Asa Clapp

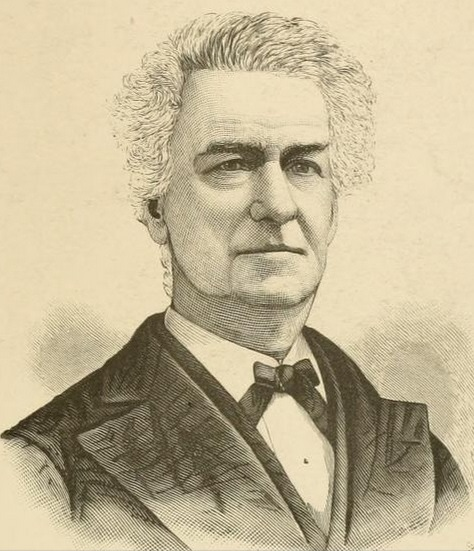
Asa Clapp

Asa William Henry Clapp (* 6. März 1805 in Portland, Massachusetts; † 22. März 1891 ebenda) war ein US-amerikanischer Politiker. Zwischen 1847 und 1849 vertrat er den Bundesstaat Maine im US-Repräsentantenhaus.

## Werdegang
Asa Clapp wurde 1805 in Portland geboren, das damals noch zu Massachusetts gehörte. Bei der Gründung Maines im Jahr 1820 fiel die Stadt dem neuen Bundesstaat zu. Clapp besuchte bis 1823 die Norwich Military Academy in Vermont und wurde danach sowohl im Binnen- als auch im Außenhandel in Portland tätig. Politisch wurde er Mitglied der Demokratischen Partei.
1846 wurde er im zweiten Wahlbezirk von Maine in das US-Repräsentantenhaus in Washington, D.C. gewählt. Dort trat er am 4. März 1847 die Nachfolge von Robert Dunlap an. Da er im Jahr 1848 auf eine weitere Kandidatur verzichtete, konnte Asa Clapp bis zum 3. März 1849 nur eine Legislaturperiode im Kongress absolvieren. In dieser Zeit endete der Mexikanisch-Amerikanische Krieg; in diesem Zusammenhang kamen große Gebiete im Westen und Südwesten der heutigen Vereinigten Staaten unter amerikanische Verwaltung. Auch die nordwestliche Grenze zu Kanada wurde damals auf den 49. Breitengrad festgelegt.
In den Jahren 1848 und 1852 war Clapp Delegierter zu den Democratic National Conventions, auf denen Lewis Cass und Franklin Pierce als Präsidentschaftskandidaten der Partei nominiert wurden. Ansonsten nahm er seine frühere Tätigkeit im Handel wieder auf. Außerdem war er bis zu seinem Tod im Jahr 1891 einer der Direktoren des Maine General Hospital und der Portland Public Library.